# Gerolf Steiner
Gerolf Steiner (né le 22 mars 1908 à Strasbourg – mort le 14 août 2009) est un naturaliste, professeur de Zoologie à l'Université de Karlsruhe.

## Les Rhinogrades
Avec la complicité très active du préfacier de l'édition française, l'éminent zoologiste Pierre-Paul Grassé, il écrit un livre-canular Anatomie et biologie des Rhinogrades (publié sous le pseudonyme « Harald Stümpke » aux éditions Gustav Fischer en 1960) qui décrit un taxon fictif : L'ordre des Rhinogradentia, appelés Rhinogrades ou Nasins en respectant les règles de la systématique et du sourçage (lui-même fictif) et foisonnant d'informations tant sur l'habitat que les habitudes de ces créatures imaginaires.
Le Muséum national d’histoire naturelle à Paris monte une exposition pendant deux mois à partir du 1er avril 2012 sur les rhinogrades, avec des modèles en peluche et des dessins anatomiques. Ils y font part de la découverte d'une nouvelle espèce, le Nasoperforator bouffoni,,.
Des exemples de l'extension des "études" des rhinogrades sont présentés dans un article de 2019 sur la sociologie des sciences pour soutenir l'hypothèse que certaines blagues scientifiques remplissent des rôles sociaux et intellectuels pour ceux qui les propagent.